# Política de Belo Horizonte

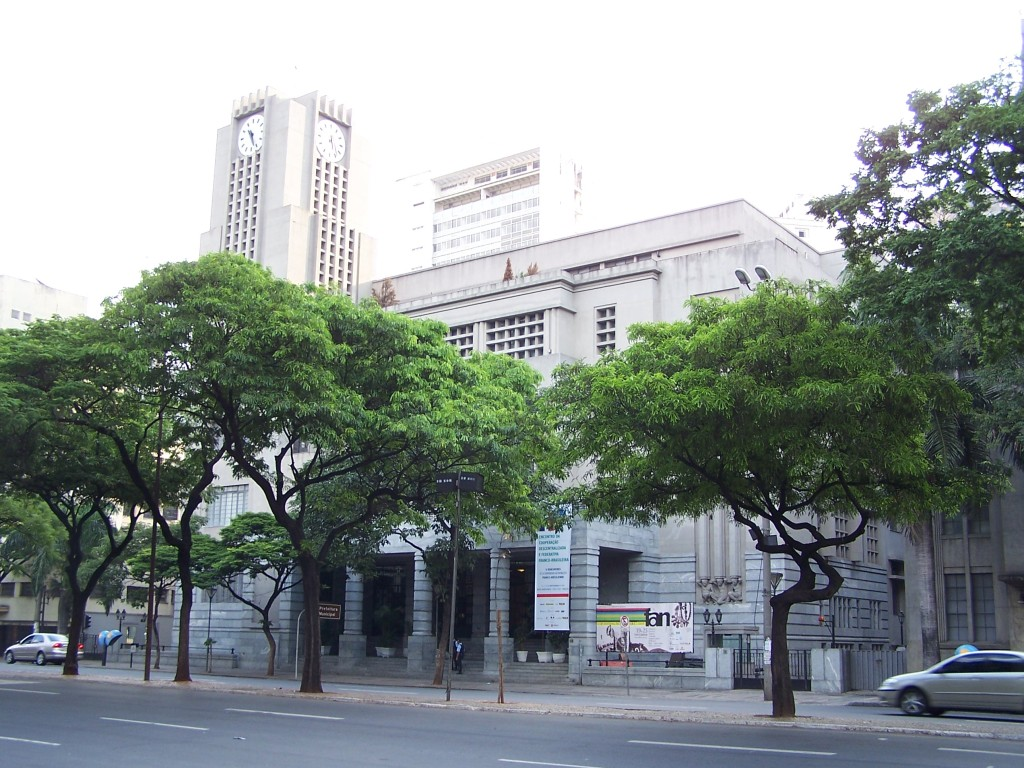
Prefeitura de Belo Horizonte, no centro da cidade

Em Belo Horizonte, o poder executivo do município de Belo Horizonte é representado pelo prefeito e seu gabinete de secretários, em observância ao disposto na Constituição Federal. A Lei Orgânica do Município, promulgada em 21 de março de 1990, determina que a ação administrativa do poder executivo seja organizada segundo os critérios de descentralização, regionalização e participação popular, o que faz com que a cidade seja dividida em nove grandes regiões administrativas, cada uma das secretarias de administração regional funcionando como miniprefeituras e liderada por um secretário nomeado pelo prefeito.
O poder legislativo é representado pela câmara municipal, composta por 41 vereadores eleitos para cargos de quatro anos (em observância ao disposto no artigo 29 da Constituição, que disciplina um número mínimo de 33 e máximo de 41 para municípios com mais de um milhão e menos de cinco milhões de habitantes). Cabe à casa elaborar e votar leis fundamentais à administração e ao Executivo. Uma atribuição importante da câmara municipal é votar e aprovar a Lei Orçamentária Anual (LOA) elaborada pelo Executivo seguindo as diretrizes da Lei de Diretrizes Orçamentárias (LDO) e os objetivos e metas propostos no Plano Plurianual (PPA). Devido ao poder de veto do prefeito, em períodos de conflito entre o Executivo e o Legislativo, o processo de votação deste tipo de lei costuma gerar polêmica.

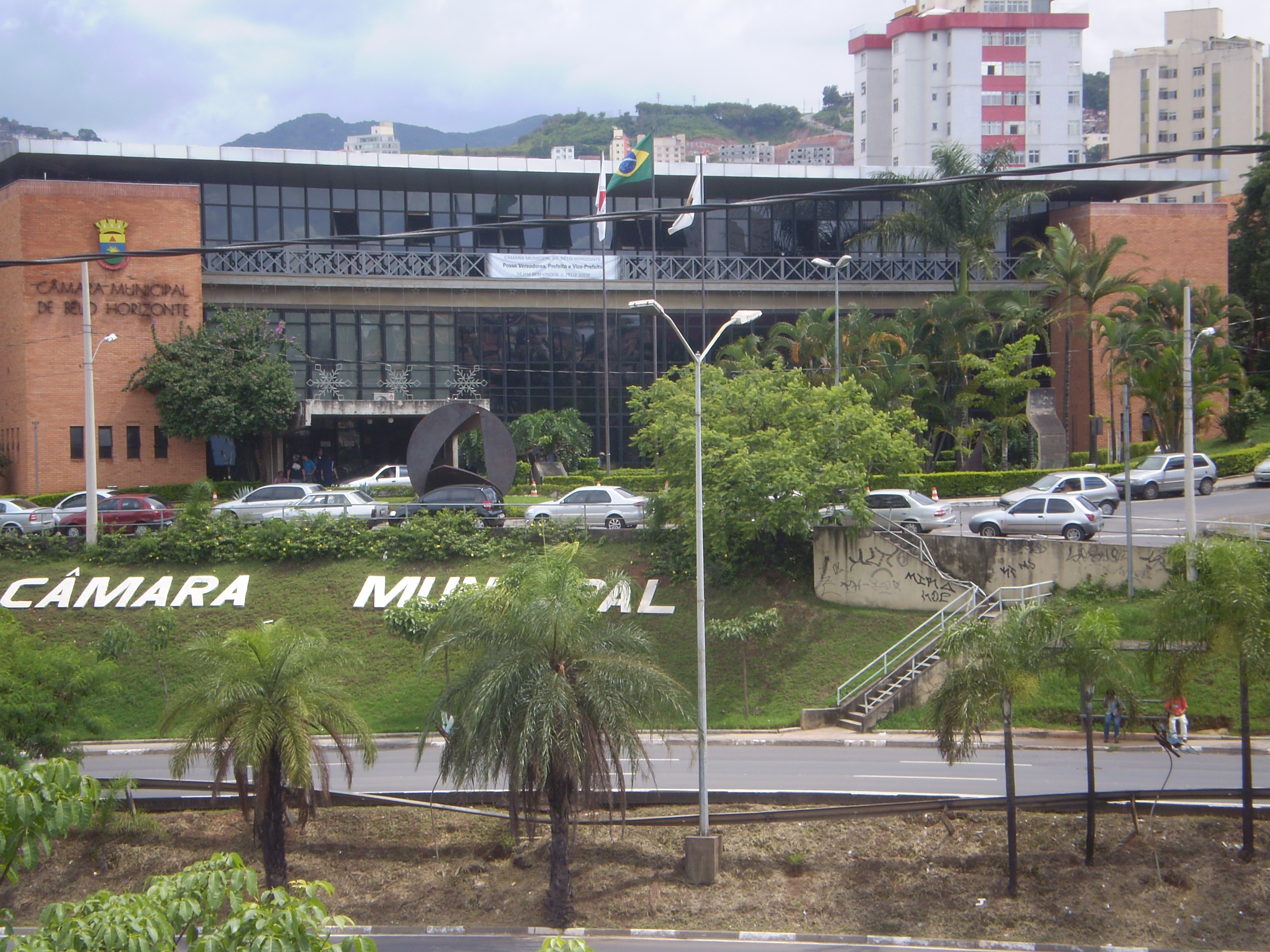
Câmara Municipal de Belo Horizonte, no bairro Santa Efigênia

Existem também uma série de conselhos municipais em atividade, sendo alguns dos conselhos municipais atualmente em atividade: Pessoas com Deficiência, Idoso, Defesa do Consumidor, Direitos da Mulher, Antidrogas, Saúde Educação, Assistência Social, Meio Ambiente, Juventude, Defesa Social, da Criança e do Adolescente, dentre outros.
Grandes articulações de impacto nacional foram e são realizadas em lugares como o Palácio da Liberdade, o Café Pérola e o Café Nice. Vários prefeitos de Belo Horizonte vieram a se tornar governadores do estado e dois foram presidentes da República, Venceslau Brás Pereira Gomes e Juscelino Kubitschek de Oliveira. Antônio Carlos Ribeiro de Andrada, prefeito de Belo Horizonte e presidente do estado, à época da República Velha, foi o principal articulador da candidatura à presidência de Getúlio Vargas e da Revolução de 1930. A cidade também é a terra natal da ex-presidente da república, Dilma Rousseff, além de ser uma referência nacional em Orçamento Participativo.

## Empresas públicas
Pertencem também à prefeitura (ou é esta sócia majoritária em seus capitais sociais) uma série de empresas e autarquias responsáveis por aspectos diversos dos serviços públicos e da economia de Belo Horizonte:
- Empresa Municipal de Turismo (Belotur): empresa responsável pela organização de grandes eventos e pela promoção turística da cidade, está vinculada diretamente ao gabinete do prefeito.[6]
- Beneficência da Prefeitura Municipal de Belo Horizonte (BEPREM): previdência social municipal, fornece aos servidores atendimento médico, odontológico e psicológico, além de atividades culturais, de formação profissional e de lazer.[7]
- Empresa de Transportes e Trânsito de Belo Horizonte (BHTRANS): responsável pelo funcionamento dos sistemas de transporte público geridos pela prefeitura, como as linhas de ônibus municipais, e responsável pela fiscalização do trânsito e aplicação de multas (em cooperação com o DETRAN).[8]
- Companhia Urbanizadora de Belo Horizonte (URBEL): empresa de economia mista, é responsável por executar a política de habitação popular e coordenar e executar projetos de obras de urbanização de vilas e favelas em colaboração com as Secretarias de Administração Regionais Municipais.[9]
- Empresa de Informática e Informação do Município de Belo Horizonte (PRODABEL): responsável pela infraestrutura eletrônica e informática da prefeitura.[10]
- Superintendência de Limpeza Urbana (SLU): vinculada à Secretaria Municipal de Políticas Urbanas, essa autarquia executa os serviços cotidianos de coleta domiciliar de resíduos, varrição, capina e aterramento de resíduos, coleta seletiva e reciclagem, seja de papel, metal, plástico e vidro, seja de entulho e resíduos orgânicos.[11]
- Superintendência de Desenvolvimento da Capital (SUDECAP): é a empresa pública responsável pela elaboração e pela implementação da política de estruturação urbana da cidade.[12]

## Relações exteriores e intermunicipais
Em 18 de agosto de 1997 tornou-se membro honorário da Ordem do Infante D. Henrique de Portugal.

### Cidades-irmãs
A política das cidades-irmãs procura incentivar o intercâmbio entre cidades que têm algo em comum com Belo Horizonte. A troca de informações e o aumento do comércio entre elas são meios de tornar as cidades-irmãs mais próximas. Belo Horizonte possui 16 cidades-irmãs, que são:
| - Austin, Estados Unidos (1965) - Luanda, Angola (1968) - Zahlé, Líbano (1974) - Granada, Espanha (1975) - Porto, Portugal (1986) - Minsk, Bielorrússia (1987) - Havana, Cuba (1995) - Nanquim, China (1996) - Belém, Palestina (2001) | - Homs, Síria (2001) - Masaya, Nicarágua (2002) - Trípoli, Líbia (2003) - Fort Lauderdale, Estados Unidos (2003) - Tegucigalpa, Honduras (2004) - Cuenca, Equador (2004) - Calcutá, Índia (2009) - Newark, Estados Unidos (2006) - Lagos, Nigéria (2011) |

### Acordos de cooperação
Acordos de cooperação são essenciais no processo de inserção da cidade, ao possibilitar a troca ou compartilhamento de experiências bem sucedidas em diferentes áreas, incluindo planejamento urbano, desenvolvimento de turismo, do meio ambiente e de atividades de educação. Belo Horizonte possui 4 acordos de cooperação em vigor:
| - Chicago, Estados Unidos - San Salvador, El Salvador | - Soyapango, El Salvador - Turim, Itália |